# نادي كتاب الشهر
نادي كتاب الشهر (تأسس عام 1926 ) هو عبارة عن خدمة تجارة إلكترونية قائمة على الاشتراك في الولايات المتحدة الأمريكية تقدم مجموعة مختارة من خمسة كتب جديدة كل شهر لأعضائها. يتم اختيار الكتب والمصادقة عليها من قبل لجنة من الحكام، ويختار الأعضاء الكتاب الذي يرغبون في الحصول عليه، على غرار الطريقة التي عمل بها النادي أصلاً عندما بدأ عام 1926. يمكن للأعضاء أيضًا مناقشة الكتب مع الزملاء الأعضاء في منتدى عبر الإنترنت.
في أواخر عام 2015، وفي العام التسعين للنادي، أعلن النادي عن استئناف نشاطه الحالي. في غضون عامين، زاد النادي من عدد أعضائه إلى أكثر من 100000 عضو، معظمهم من النساء الألفي، وتواجد النادي على وسائل التواصل الاجتماعي زاد إلى أكثر من 300000 متابع في أنستاغرام.  حوالي 75٪ من ألقاب النادي مؤلفين جدد، و 80٪ من الألقاب خيالية.  وقد عمل النادي أيضًا مع مجموعة من الحكام الضيوف المشهورين الذين يجلبون الوعي على نطاق أوسع بالعناوين الجديدة، ويواصلون إنتاج إصداراته الخاصة من الكتب التي تحتوي على خلفيات وأغلفة خاصة.  في عام 2016، أطلق النادي جائزة كتاب العام. في عام 2017، أصدر النادي أول إعلان تلفزيوني على الإطلاق يسمى «شهري». كما استعرض كتب الكاتب جاي مورشي الثلاث.
النادي لديه تقليد في التركيز على ظهوره لأول مرة والكتاب الناشئين، ومعروف عن أنه ساعد في بدايات مسيرات بعض الكتاب الأكثر شهرة في تاريخ الأدب الأمريكي. في عام 1926 (عامه الأول في العمل)، قام النادي بعرض فيلم «الشمس أيضا ترتفع» لإرنست همنجواي. في عام 1936 (عامه العاشر)، اختار النادي فيلم "ذهب مع الريح" لمؤلف غير معروف مارغريت ميتشل. اليوم، يظل الكتاب المفضل الثاني للقراء الأميركيين (بعد الكتاب المقدس). كتب ميتشل: «أردت أن أشكر [كتاب الشهر] من أسفل قلبي لاختيار كتابي. لقد كان أكثر شيء مثير وغير متوقع حدث لي». في عام 1951 (عامه الخامس والعشرون)، قام النادي بتوزيع كتابه رقم 100 مليون واختار كتاب جيروم ديفيد سالينجر الحارس في حقل الشوفان ، الذي أصبح أكثر الكتب رقابة والأكثر تدريبا في أمريكا. في عام 1978، اختار النادي «أنهار بابل» ، وهو أول كتاب كتبه نيلسون ديميل، الذي كتب لاحقًا: «سأكون ممتنًا إلى الأبد لكتاب الشهر لضمان أن كتابي الأول، » أنهار بابل « ، لم يكن كتابي. الاخير. عندما اختار النادي بابل في عام 1978، وصل إلى مئات الآلاف من القراء الإضافيين وأصبح أكثر الكتب مبيعًا على الفور.» 

## جائزة كتاب السنة
في عام 2016 أعلن النادي عن اول جائزة كتاب السنة والتي يتم إختيار القائمة الفائزة فيها بواسطة اعضاء النادي

## الفائزون

### 2016
- عندما تتحول الأنفاس إلى هواء، كتاب السيرة الذاتية غير الروائية الذي كتبه الدكتور بول كالانيثي
- المرأة في الكابينة 01 - للكاتبة روث وير

## روابط خارجية
- موقع كتاب الشهر